# Alberto Lysy
Alberto Lysy (geboren 1935 in Buenos Aires, Argentinien; gestorben 2009 in Lausanne) ist ein argentinischer Geiger, Dirigent und Violinpädagoge.
Als Schüler von Ljerko Spiller wurde er 1955 der erste lateinamerikanische Preisträger beim Concours Reine Elisabeth (Königin-Elisabeth-Wettbewerb) in Brüssel, wo er den sechsten Platz belegte. Er wurde ein persönlicher Student von Yehudi Menuhin.  Neben einer erfolgreichen Karriere als Solist gründete er 1967 die Camerata Bariloche. Ab 1977 leitete er Yehudi Menuhins internationale Musikakademie in Saanen; aus den dortigen Studenten rekrutierte er die erfolgreiche Camerata Lysy.